# Vidova gora
Vidova Gora ( 778 m ) es el pico más alto de la isla de Brac , y el pico más alto de las islas del Adriático . Desde Vidova hay una vista maravillosa de Bol , la popular playa Zlatni rat y la isla de Hvar .
Está ubicado en la parte sur de la isla de Brac, encima de Bol .

## Nombre
Lleva el nombre de Svetovid, deidad eslava, y la cristianización de los croatas , el nombre se atribuye a Vito de Lucania, en su honor.

## Acceso
La parte superior también es accesible para vehículos personales por la carretera, que separa Nerežišća y Pražnica mediante la carretera estatal D113 .  En la parte superior hay una cruz, una torre de TV y un pozo. 

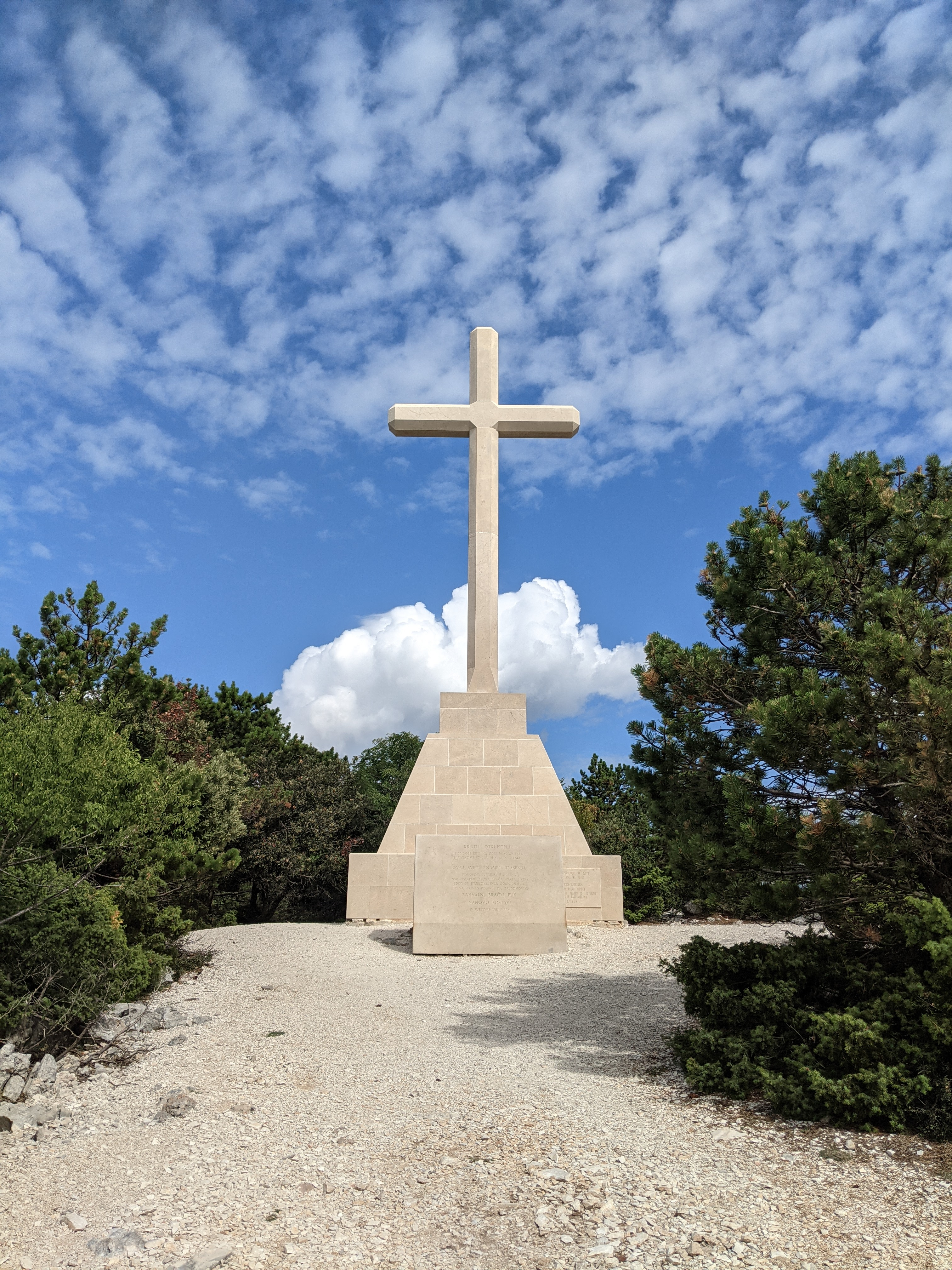
Cruz en la parte superior de la montaña

## Historia
El primer grupo de entrenamiento de las unidades antiterroristas del Departamento de la Policía Militar de las Fuerzas Armadas Croatas se llevó a cabo en un campamento especial en Vidova Gora . Se llevó a cabo de junio a septiembre de 1993.